# Galip Cav
Mehmet Galip Cav (* 3. November 1912 in Istanbul; † 1950) war ein türkischer Radrennfahrer.

## Sportliche Laufbahn
Cav war Teilnehmer der Olympischen Sommerspiele 1928 in Amsterdam. In der Mannschaftsverfolgung wurde der türkische Bahnvierer gemeinsam mit der Schweiz, Lettland und Chile mit Galip Cav, Yunus Nüzhet Unat, Cavit Cav und Tacettin Öztürkmen auf dem 9. Rang klassiert. Im 1000-Meter-Zeitfahren kam er auf den 16. Rang.

## Familiäres
Sein Bruder Cavit Cav war ebenfalls Radrennfahrer und Olympiateilnehmer.